# Knife (álbum)
Knife es el segundo LP de estudio de la banda escocesa Aztec Camera. Fue producido por el líder de Dire Straits, Mark Knopfler, dándole un sonido muy elaborado, alejado del sonido del anterior álbum, lo que fue duramente criticado. Generó el éxito "All I Need Is Everything".

## Canciones
1. Still on Fire (4:01)
2. Just Like the USA (4:03)
3. Head Is Happy (Heart's Insane) (4:14)
4. The Back Door to Heaven (5:22)
5. All I Need Is Everything (5:50)
6. Backwards and Forwards (4:12)
7. The Birth of the True (2:41)
8. Knife (9:04)

## Músicos
- Roddy Frame - Guitarra y voz.
- Craig Gannon - Guitarra.
- Campbell Owens - Bajo.
- Malcolm Ross - Guitarra.
- Dave Ruffy- Batería.

- Datos: Q5960208